# Šimon Lomnický z Budče

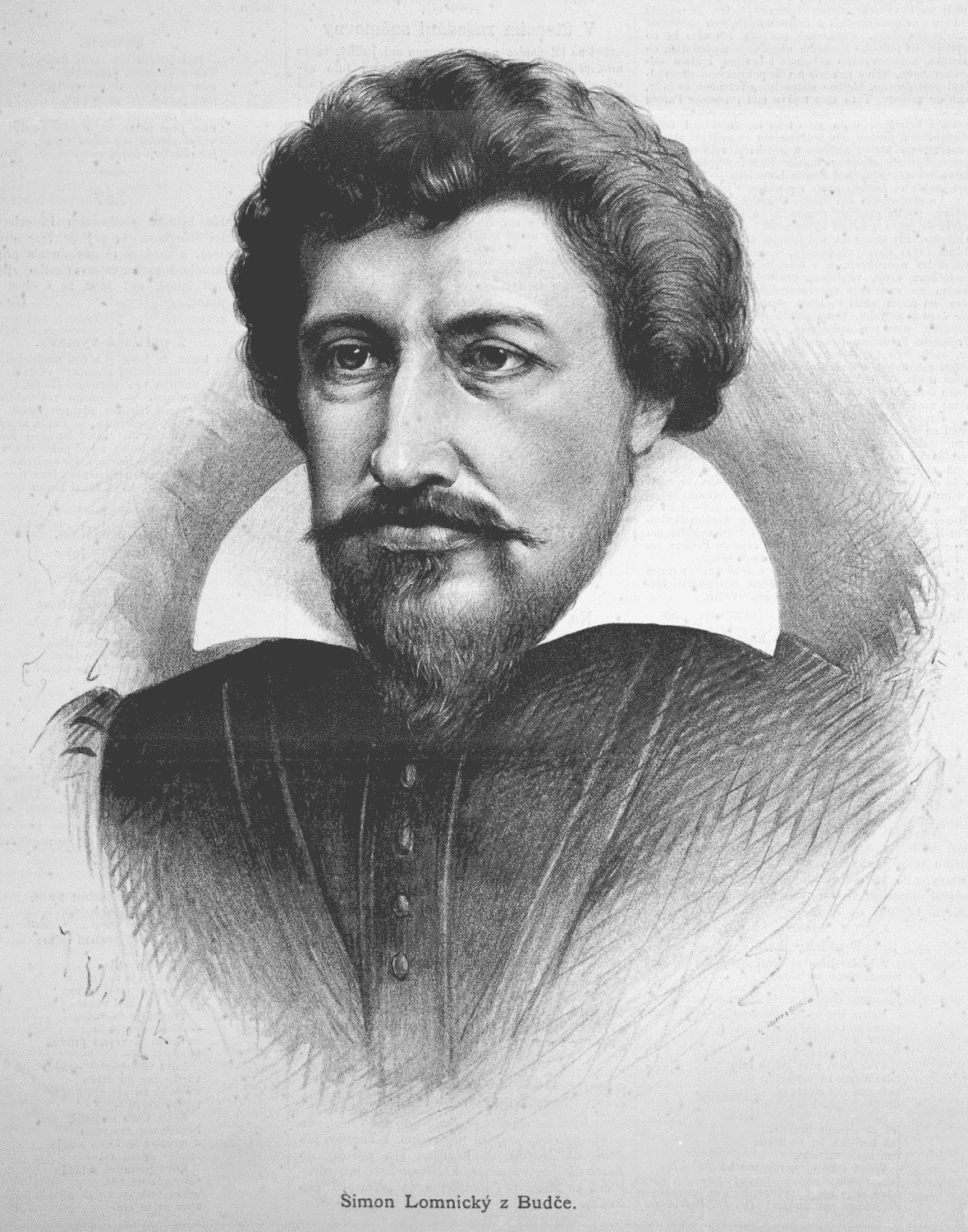
Šimon Lomnický (Porträt von 1889)

Šimon Lomnický von Budeč, auch žebrák (= Bettler), Lomnicius, Chodeček a Janů genannt (* 1552 in Lomnitz; † um 1623 in Prag), war ein tschechischer Schriftsteller.

## Leben
Lomnický stammte aus ärmlichen Verhältnissen und wurde als Sohn des Lomnitzer Viertelhüfners Chodeček geboren. Er besuchte Schulen in Krumau und erwarb sich durch seinen Lerneifer Beliebtheit beim Schulgründer Wilhelm von Rosenberg, der ihn protegierte und ihm später die Stelle eines Lehrers vermittelte. Nach dem Studium an der Jesuitenschule in Neuhaus war er sieben Jahre lang als Brauereiverwalter in Wittingau und Schreiber seines Förderers tätig. 1577 heiratete er Barbara Vávrová aus Schewetin. 1585 erbte er von seinem Schwiegervater Mikuláš Vávra den Vávra-Hof und die Ausspanne in Schewetin, die sich unter seiner Führung wirtschaftlich gut entwickelte. Wegen der günstigen Lage am Linzer Steig gastierten in seiner Wirtschaft neben den Rosenbergern auch Angehörige des Wiener Kaiserhofes. In den Jahren 1585 bis 1596 war er Dorfrichter in Schewetin. Vom Kaiser Rudolf II. wurde Šimon Lomnický 1594 für seine Satire Der Pfeil Cupidos (Kupidova střela) mit dem Prädikat von Budeč in den Adelstand erhoben und zum Hofdichter ernannt. 
1618 verlor er durch Brand seinen Besitz. Im Jahre darauf wurde Schewetin von den kaiserlichen Truppen niedergebrannt. Er ging nach Prag und suchte bei alten Freunden eine neue Lebensgrundlage, dabei schloss er sich den Protestanten an. Nach der Schlacht am Weißen Berg kehrte er zum katholischen Glauben zurück, er wurde zu einer Strafe von 100 Schlägen verurteilt und Prager Hof verjagt. Sein Leben fristete er nun als Bettler und starb um 1623 mittellos.

## Werk
Lomnický beherrschte die lateinische und griechische Sprache. Er gehörte zu den bedeutendsten Dichtern, Prosaisten, Dramatikern und Moralisten des 16. Jahrhunderts in Böhmen. Er komponierte katholische Lieder, teils Ausschnitte aus Psalmen und Gebeten. Er veröffentlichte auch einen Zyklus kleiner Geschichten, die sich mit den Todsünden befassten. Seine moralischen Schriften, denen die Bibel als Grundlage diente, illustrierte er mit Predigten, die er aus mittelalterlichen aber auch humanistischen Schriften übernahm. In seinem Werk Filosofský život (1595) zitiert er antike und mittelalterliche Philosophen.

## Werke

### Lieder
- Písně nové na evangelia svatá nedělní přes celý rok
- Kancionál aneb Písně nové historické na dni sváteční přes celý rok
- Krátké naučení mladému hospodáři
- Lied über den Tod von Peter Wok von Rosenberg (Pohřební písen o smrti Petra Voka z Rožmberka)

### Prosa
- Knížka o sedmi hrozných ďábelských řetězích – návod, jak se ubránit Antikristovi (1586)
- Postní zvyk (1589)
- Traktát o tanci (1597)
- Utrhačů jazyk  (1598)
- Vejklad prostý na nejsvětější modlitbu Otčenáš (1605)
- Tobolka zlatá (1615)
- Pejcha života (1615)
- Kupidova střela (1590)
- Dětinský řápek (1609)
- Instrukcí aneb krátké naučení … hospodáři mladému (1586)